# Aufgeigen stått niederschiassen
Aufgeigen stått niederschiassen ist das zweite Album von Hubert von Goisern und den Original Alpinkatzen aus dem Jahr 1992.

## Das Album
Das Album entstand nach der Trennung von Wolfgang Staribacher, der beim ersten Album Alpine Lawine mitwirkte. Allerdings war er als Produzent für diesen Longplayer tätig.
Der Longplayer selbst erreichte die Spitzenposition in Österreich und konnte zudem Vierfach-Platin-Status erreichen. In Deutschland und in der Schweiz erreichte das Album die Platzierungen 47 und 25.

## Singles
- Die erste Auskoppelung des Albums war die Single Sepp bleib då, die sich ca. 1000 Mal verkaufte.
- Der große Durchbruch für die Band folgte schließlich mit der zweiten Singleauskoppelung Koa Hiatamadl, die es bis auf Platz 2 der österreichischen Charts schaffte und auch international Erfolge erzielen konnte. Das Lied sollte für lange Zeit, nämlich bis zum Erfolg von Brenna tuats guat im Jahr 2011 (Album EntwederUndOder), der einzige große Single-Hit Hubert von Goiserns bleiben.
- Die dritte Singleauskoppelung Heast as nit schaffte ursprünglich zwar nicht den Einstieg in die Charts, entwickelte sich aber im Laufe der Jahre zu einem der populärsten Lieder Hubert von Goiserns. Als zum Beispiel im Rahmen der „Austro-Pop-Show“ im Jahr 2004 das beliebteste Austropop-Lied aller Zeiten gekürt werden sollte, schaffte es Heast as nit bis auf Platz 2 und wurde schlussendlich nur knapp von Rainhard Fendrichs Hit I am from Austria geschlagen.[4] Im Oktober 2011 erreichte das Lied fast 20 Jahre nach der Erstveröffentlichung im Zuge des Erfolgs von Brenna tuats guat Platz 43 der österreichischen Charts.
- Wildschütz Räp war die vierte und letzte Singleauskoppelung dieses Albums.